# シェール・アフガーン・ハーン
シェール・アフガーン・ハーン（ペルシア語：شيرافگن خان, Sher Afgan Khan, 生年不詳 - 1607年5月20日）は、北インド、ムガル帝国の后妃ヌール・ジャハーンの前夫。シェール・アフガーンとも呼ばれる。もともとの名をアリー・クリー・ハーン（Ali Quli Khan）といった。

## 生涯

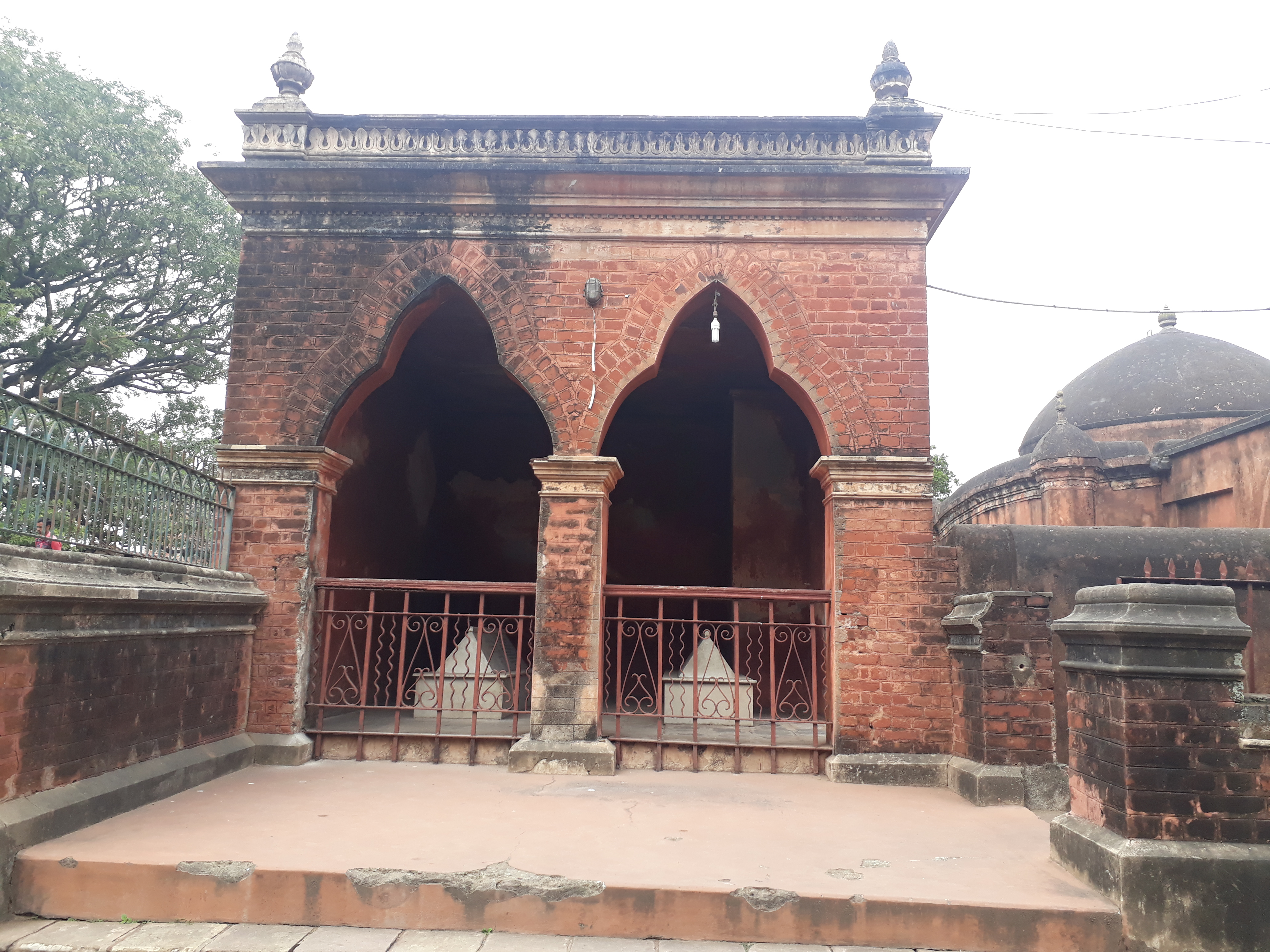
Tomb of Sher Afgan Khan

もともと、アリー・クリー・ハーンはサファヴィー朝の君主イスマーイール2世に仕えていたが、その死後にイランからインドと移住した。
その後、ムガル帝国の皇子サリーム（のちのジャハーンギール）に仕え、メーワール王国との戦争での軍功により、「シェール・アフガーン・ハーン」の称号を賜った。また、ベンガル地方西部のバルダマーンにジャーギールを与えられた。
一方、1594年にはムガル帝国の権臣ミールザー・ギヤース・ベグの娘ミフルンニサー・ハーヌム（のちのヌール・ジャハーン）とも結婚し、1605年には娘ラードリー・ベーグムが生まれた。
シェール・アフガーン・ハーンは任地ベンガルに滞在していたが、その振る舞いによって、ベンガル太守クトゥブッディーン・ハーン・コーカの不評を買い、彼らは仲が悪くなっていった。
1607年5月20日、クトゥブッディーン・ハーンがシェール・アフガーン・ハーンのもとに赴いていさめようとした際、両者は口論となって、シェール・アフガーン・ハーンは太守を殺害してしまった。クトゥブッディーン・ハーンを殺した彼もまた、その場にいた衛兵に殺人者として処刑された。
その後、1611年に妻のミフルンニサー・ハーヌムは皇帝となっていたジャハーンギールの妃となり、ヌール・ジャハーンの称号を得た。